# Jamesonia boliviensis
Jamesonia boliviensis är en kantbräkenväxtart som beskrevs av A. Tryon. Jamesonia boliviensis ingår i släktet Jamesonia och familjen Pteridaceae. Inga underarter finns listade.